# Саннесшёэн

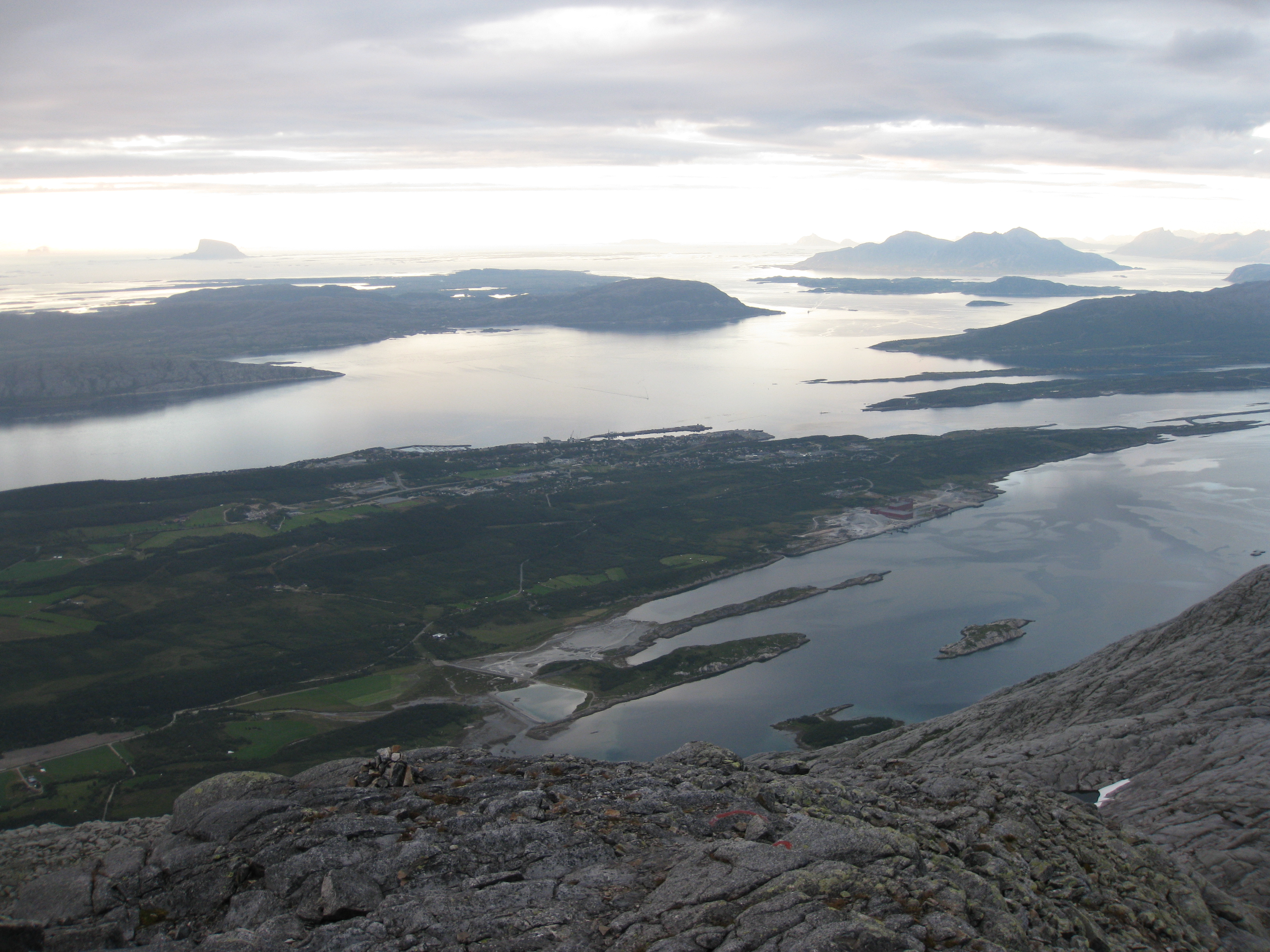
Вид на Саннесшёэн и его окрестности с вершины горы Ботнкрона

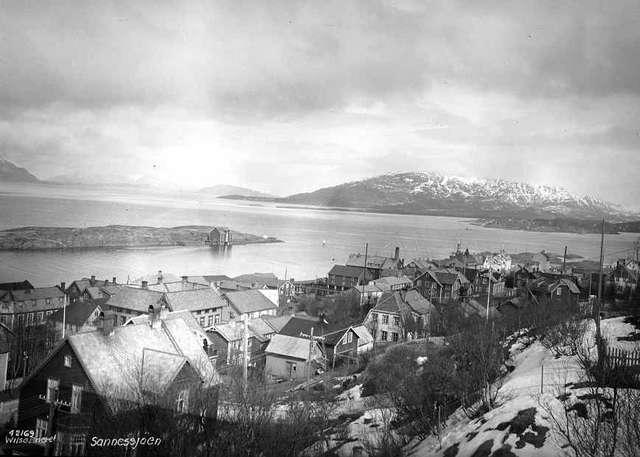
Саннесшёэн в 1935 году

Саннесшёэн (норв. Sandnessjøen) — административный центр коммуны Алстахёуг в фюльке Нурланн. Население города составляло 5 711 жителей на 1 января 2009 года. Получил городское самоуправление в 1999 году.
Саннесшёэн расположен на острове Альстен, вдоль горного хребта Семи сестёр.
Город являлся отдельной коммуной с 1899 по 1965 годы, после чего вошёл в состав коммуны Алстахёуг. В период с 1899 по 1948 год коммуна называлась Стамнес (норв. Stamnes).